# Mariivka (Nesterenkî), Poltava
Mariivka (în ucraineană Мар'ївка) este un sat în comuna Nesterenkî din raionul Poltava, regiunea Poltava, Ucraina.

## Demografie
Componența lingvistică a localității Mariivka
     Ucraineană (100%)
Conform recensământului din 2001, toată populația localității Mariivka era vorbitoare de ucraineană (100%).